# 팔레스타인의 재외기구 목록

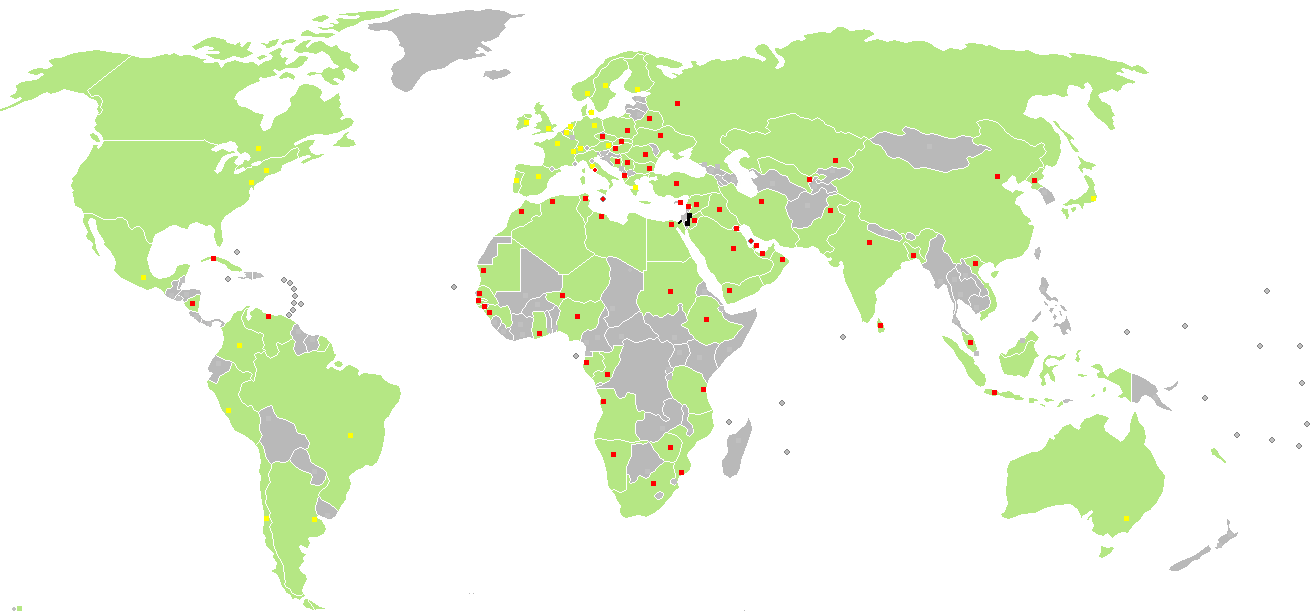
팔레스타인의 재외기구. 빨간색은 대사관, 노란색은 대표부를 뜻한다.

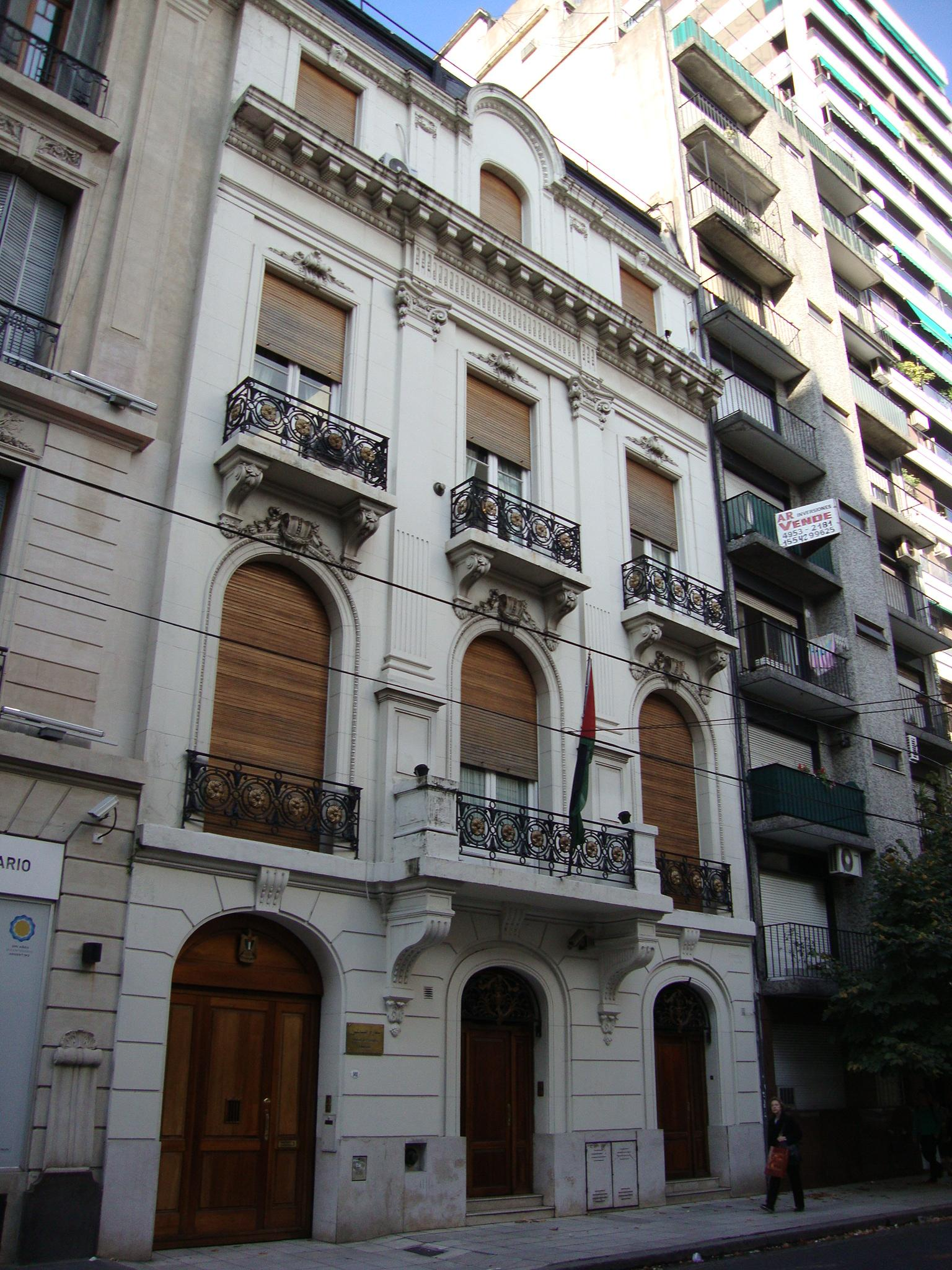
부에노스아이레스 주재 팔레스타인 대사관

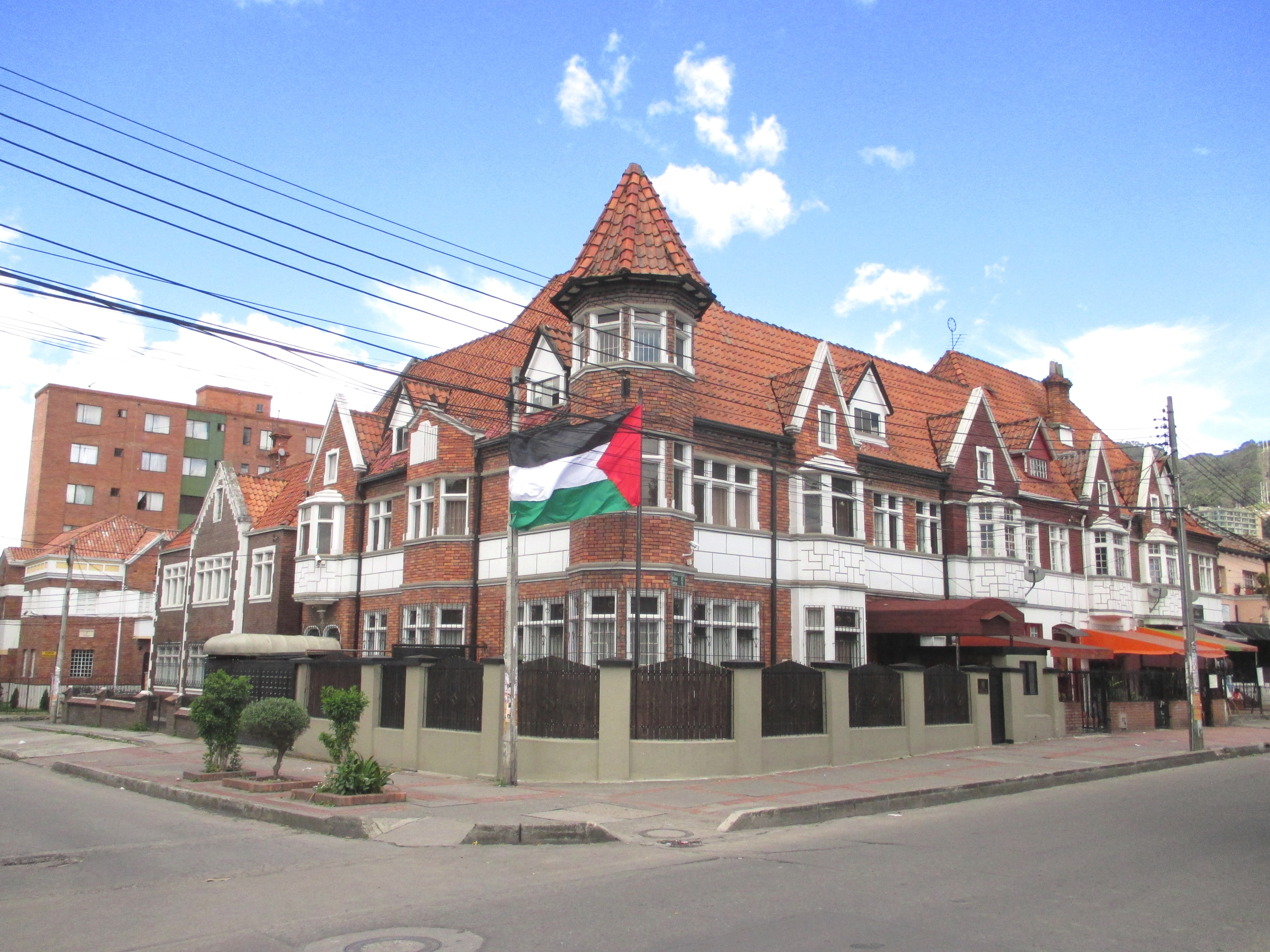
보고타 주재 팔레스타인 특별대표부

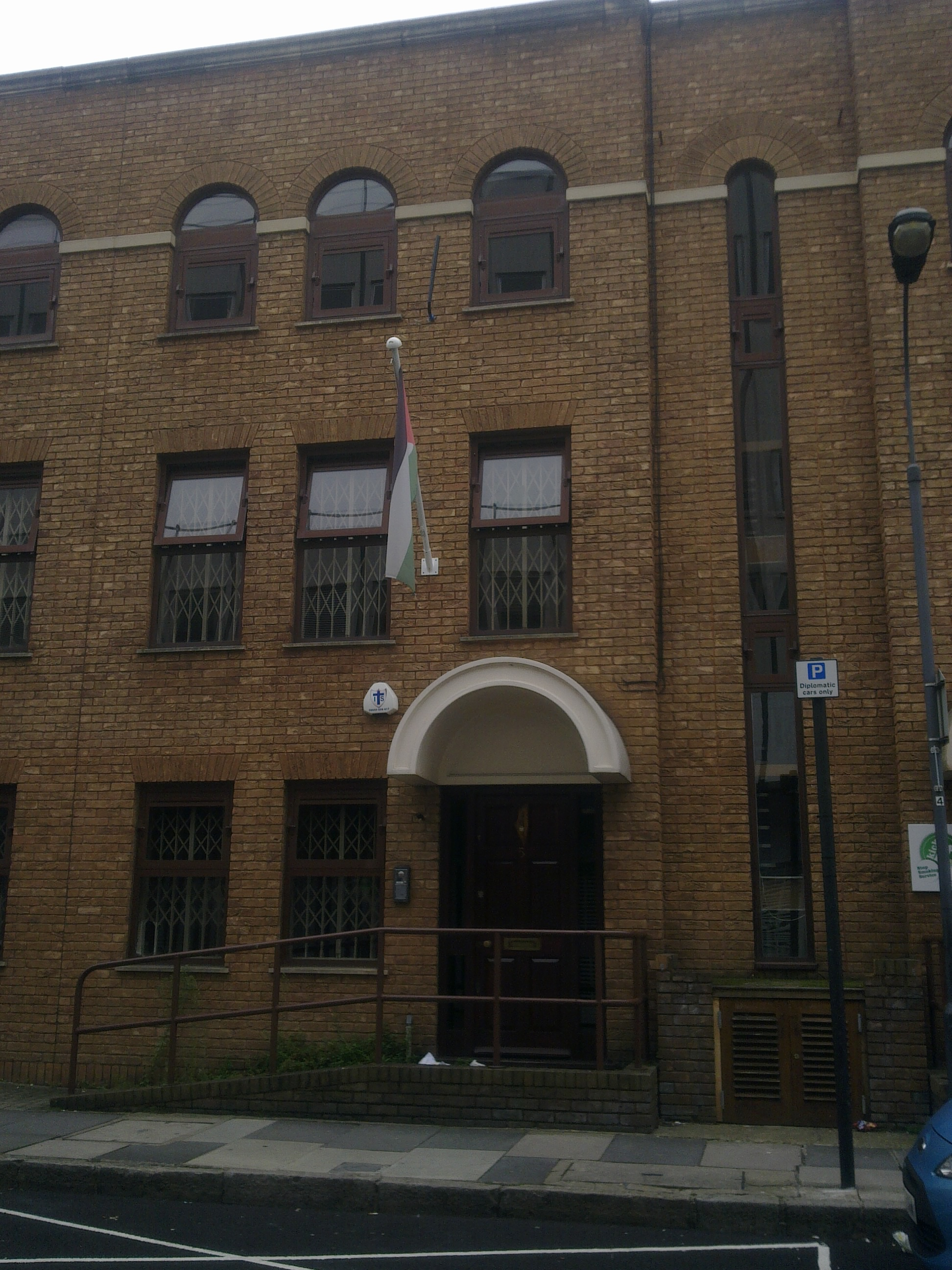
런던 주재 팔레스타인 대표부

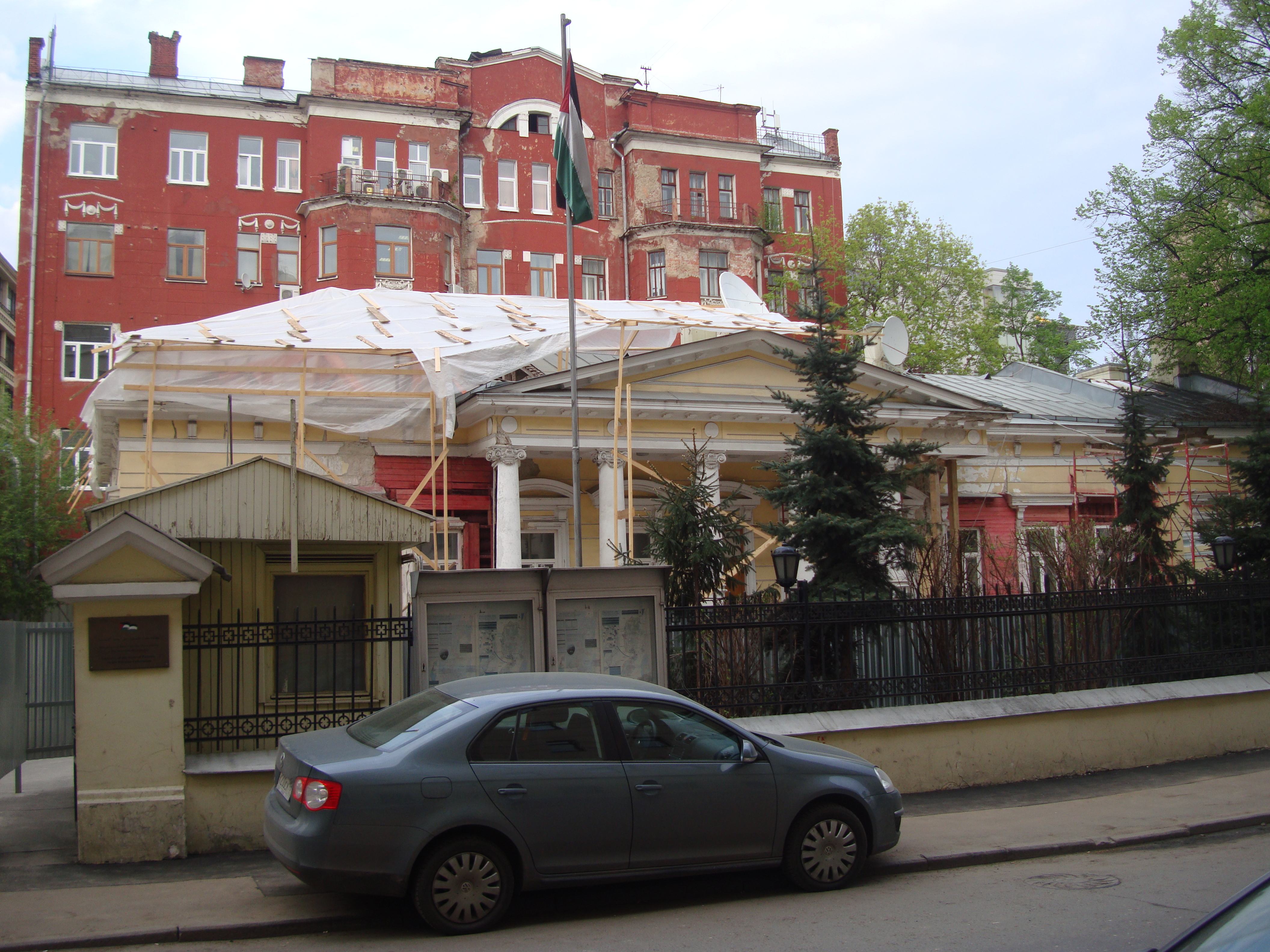
모스크바 주재 팔레스타인 대사관

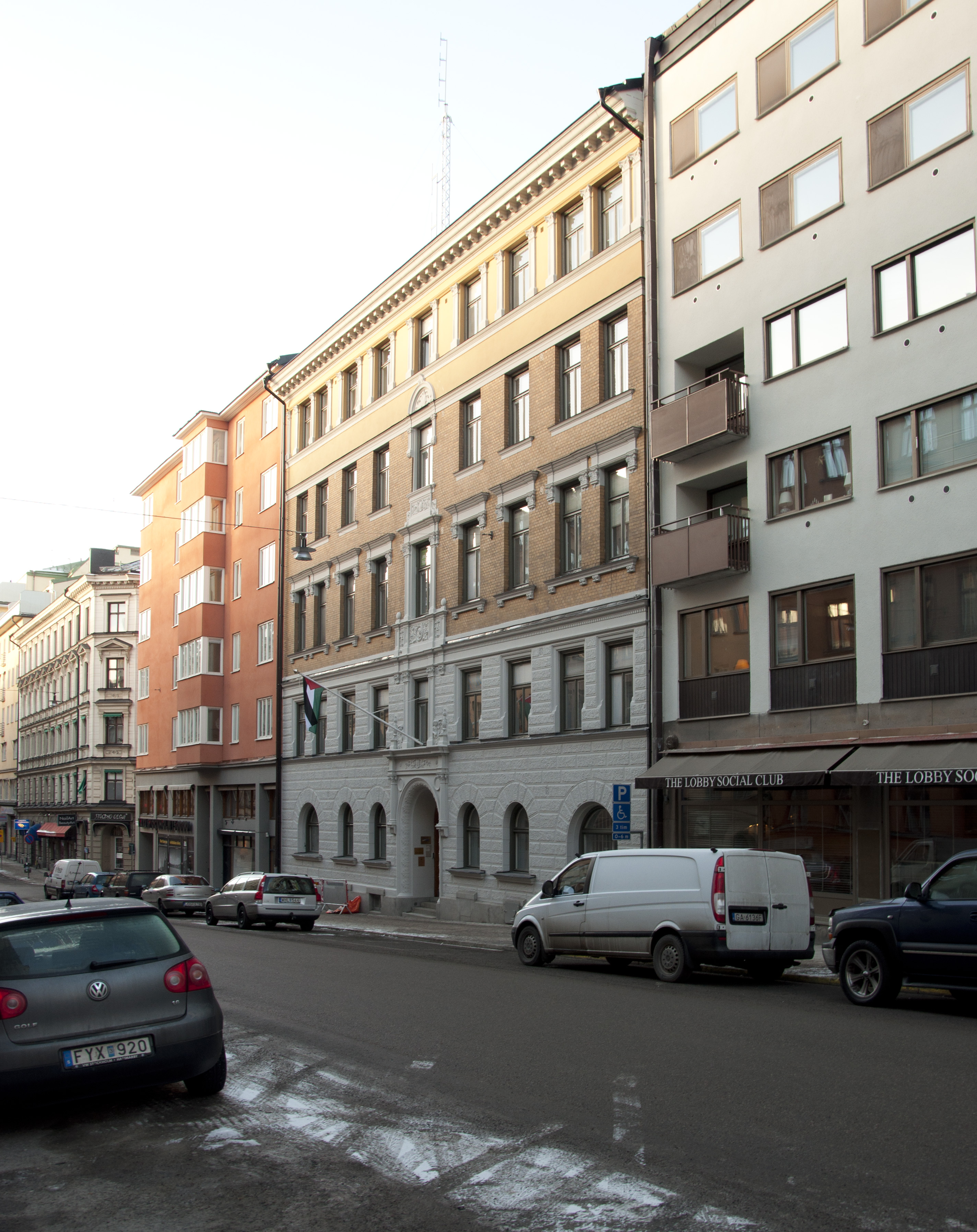
스톡홀름 주재 팔레스타인 대사관

팔레스타인의 재외기구 목록은 팔레스타인 주재 대사관과 대표부를 각국에 상주시켜 놓는 것을 의미하며 팔레스타인의 재외기구를 나열한 목록이다.

## 아프리카
- 알제리 : 알제 (대사관)
- 앙골라 : 루안다 (대사관)
- 콩고 공화국 : 브라자빌 (대사관)
- 코트디부아르 : 아비장 (대사관)
- 지부티 : 지부티 시 (대사관)
- 이집트 : 카이로 (대사관)
- 에티오피아 : 아디스아바바 (대사관)
- 가봉 : 리브르빌 (대사관)
- 가나 : 아크라 (대사관)
- 기니 : 코나크리 (대사관)
- 기니비사우 : 비사우 (대사관)
- 리비아 : 트리폴리 (대사관)
- 말리 : 바마코 (대사관)
- 모리타니 : 누악쇼트 (대사관)
- 모로코 : 라바트 (대사관)
- 모잠비크 : 마푸투 (대사관)
- 나미비아 : 빈트후크 (대사관)
- 나이지리아 : 아부자 (대사관)
- 세네갈 : 다카르 (대사관)
- 남아프리카 공화국 : 프리토리아 (대사관)
- 수단 : 하르툼 (대사관)
- 탄자니아 : 다르에스살람 (대사관)
- 튀니지 : 튀니스 (대사관)
- 잠비아 : 루사카 (대사관)
- 짐바브웨 : 하라레 (대사관)

## 아메리카
- 아르헨티나 : 부에노스아이레스 (대사관)
- 브라질 : 브라질리아 (대사관)
- 캐나다 : 오타와 (총대표부)
- 칠레 : 산티아고 (대사관)
- 콜롬비아 : 보고타 (특별대표부)
- 쿠바 : 아바나 (대사관)
- 에콰도르 : 키토 (대사관)
- 멕시코 : 멕시코시티 (특별대표부)
- 니카라과 : 마나과 (대사관)
- 페루 : 리마 (대사관)
- 미국 : 워싱턴 D.C. (총대표부)
- 베네수엘라 : 카라카스 (대사관)

## 아시아
- 아제르바이잔 : 바쿠 (대사관)
- 바레인 : 마나마 (대사관)
- 방글라데시 : 다카 (대사관)
- 브루나이 : 반다르스리브가완 (대사관, 개관 예정)
- 중화인민공화국 : 베이징시 (대사관)
- 인도 : 뉴델리 (대사관)
- 인도네시아 : 자카르타 (대사관)
- 이란 : 테헤란 (대사관)
- 이라크 : 바그다드 (대사관)
- 일본 : 도쿄도 (총대표부)
- 요르단 : 암만 (대사관)
- 카자흐스탄 : 아스타나 (대사관)
- 조선민주주의인민공화국 : 평양직할시 (대사관)
- 쿠웨이트 : 쿠웨이트시티 (대사관)
- 레바논 : 베이루트 (대사관)
- 말레이시아 : 쿠알라룸푸르 (대사관)
- 오만 : 무스카트 (대사관)
- 파키스탄 : 이슬라마바드 (대사관)
- 카타르 : 도하 (대사관)
- 사우디아라비아 : 리야드 (대사관)
- 스리랑카 : 콜롬보 (대사관)
- 시리아 : 다마스쿠스 (대사관)
- 튀르키예 : 앙카라 (대사관)
- 아랍에미리트 : 아부다비 (대사관)
- 우즈베키스탄 : 타슈켄트 (대사관)
- 베트남 : 하노이 (대사관)
- 예멘 : 사나 (대사관)

## 유럽
- 알바니아 : 티라나 (대사관)
- 오스트리아 : 빈 (상주대표부)
- 벨라루스 : 민스크 (대사관)
- 벨기에 : 브뤼셀 (총대표부)
- 보스니아 헤르체고비나 : 사라예보 (대사관)
- 불가리아 : 소피아 (대사관)
- 키프로스 : 니코시아 (대사관)
- 체코 : 프라하 (대사관)
- 덴마크 : 코펜하겐 (총대표부)
- 핀란드 : 헬싱키 (총대표부)
- 프랑스 : 파리 (대표부)
- 독일 : 베를린 (대표부)
- 그리스 : 아테네 (대표부)
- 헝가리 : 부다페스트 (대사관)
- 아일랜드 : 더블린 (대표부)
- 이탈리아 : 로마 (대표부)
- 몰타 : 발레타 (대사관)
- 네덜란드 : 헤이그 (총대표부)
- 노르웨이 : 오슬로 (대표부)
- 폴란드 : 바르샤바 (대사관)
- 포르투갈 : 리스본 (대표부)
- 루마니아 : 부쿠레슈티 (대사관)
- 러시아 : 모스크바 (대사관)
- 세르비아 : 베오그라드 (대사관)
- 슬로바키아 : 브라티슬라바 (대사관)
- 스페인 : 마드리드 (대표부)
- 스웨덴 : 스톡홀름 (대사관)
- 스위스 : 베른 (총대표부)
- 우크라이나 : 키예프 (대사관)
- 영국 : 런던 (대표부)
- 바티칸 시국 : 로마 (대표부)

## 오세아니아
- 오스트레일리아 : 캔버라 (총대표부)

## 대표부
- UN 팔레스타인 옵서버 상주대표부 : 빈, 제네바, 뉴욕
- UNESCO 팔레스타인 옵서버 상주대표부 : 파리
- 아랍 연맹 팔레스타인 정부 대표부 : 카이로